# Philadelphia
Philadelphia ist eine Stadt im US-Bundesstaat Pennsylvania. Mit rund 1,6 Millionen Einwohnern (Stand: 2020, Volkszählung des United States Census Bureau) ist sie die sechstgrößte Stadt der Vereinigten Staaten und die größte des Bundesstaates Pennsylvania. An der Ostküste ist Philadelphia nach New York City die zweitgrößte Stadt. Die Stadt liegt am Delaware River und stellt eine principal city der Metropolregion Delaware Valley dar.
In der Geschichte der Vereinigten Staaten ist Philadelphia eine der bedeutendsten Städte. Nach New York City und vor Washington, D.C. war sie von 1790 bis 1800 Nationalhauptstadt und damals die größte Stadt der USA sowie nach London die zweitgrößte englischsprachige Stadt der Welt. In Philadelphia tagte der erste und teilweise auch der zweite Kontinentalkongress sowie der Verfassungskonvent von 1787, die Amerikanische Unabhängigkeitserklärung (4. Juli 1776) wurde hier verkündet und die Verfassung beschlossen.
Philadelphia wird umgangssprachlich Philly oder City of Brotherly Love genannt. Der Name der Stadt ist dem mehrerer antiker Städte (altgriechisch Φιλαδέλφεια Philadélpheia, von Philádelphos, dem Beinamen des pergamenischen Königs Attalos II.) nachempfunden und wurde vom Stadtgründer William Penn wohl auch direkt auf das unabhängig gebildete Substantiv (φιλαδελφία philadelphía, deutsch ‚Bruderliebe‘) bezogen. Er ist zusammengesetzt aus den Wurzeln von φιλέω philéō, deutsch ‚lieben‘ oder φιλία philía, deutsch ‚Liebe‘ und letztlich φίλος phílos, deutsch ‚lieb, teuer, liebevoll, freundlich‘ sowie ἀδελφός adelphós, deutsch ‚Bruder‘, bedeutet also eben ‚Ort brüderlicher Liebe‘ oder ‚Bruderliebe‘.

## Geographie

### Geografische Lage

Satellitenbild Philadelphias

Philadelphia befindet sich im Südostteil des Bundesstaates Pennsylvania, zwischen den Flüssen Schuylkill und Delaware, etwa 210 km nordöstlich von Washington D.C., 90 km nordwestlich von Atlantic City und 180 km südwestlich von New York City.

### Geologie
Die durchschnittliche Höhe Philadelphias beträgt 12 Meter über dem Meeresspiegel. Der niedrigste Punkt der Stadt liegt bei drei Metern. Der Höchste ist der Chestnut Hill in der Nähe von German Town mit 136 Metern über Normalnull. Die Stadt liegt auf der Fall Line, die die Atlantische Küstenebene von Piedmont trennt.

### Klima
|                       | Jan  | Feb  | Mär  | Apr  | Mai  | Jun  | Jul   | Aug  | Sep  | Okt  | Nov  | Dez  |   |         |
| Mittl. Tagesmax. (°C) | 4,6  | 6,6  | 11,5 | 17,7 | 23,2 | 28,2 | 30,6  | 29,6 | 25,6 | 19,2 | 13,3 | 7,1  | ⌀ | 18,2    |
| Mittl. Tagesmin. (°C) | −3,6 | −2,4 | 1,3  | 6,7  | 12,2 | 17,7 | 20,7  | 19,9 | 15,7 | 9,1  | 4,0  | −1,1 | ⌀ | 8,4     |
|                       |      |      |      |      |      |      |       |      |      |      |      |      |   |         |
| Niederschlag (mm)     | 77,0 | 67,3 | 96,3 | 90,4 | 94,2 | 87,1 | 110,5 | 88,9 | 96,0 | 80,8 | 75,9 | 90,4 | Σ | 1.054,8 |
|                       |      |      |      |      |      |      |       |      |      |      |      |      |   |         |
| Regentage (d)         | 10,6 | 9,4  | 10,5 | 11,3 | 11,1 | 9,8  | 9,9   | 8,4  | 8,7  | 8,6  | 9,3  | 10,6 | Σ | 118,2   |

| −3,6 |

| −2,4 |

| 1,3 |

| 6,7 |

| 12,2 |

| 17,7 |

| 20,7 |

| 19,9 |

| 15,7 |

| 9,1 |

| 4,0 |

| −1,1 |

| −3,6 |

| −2,4 |

| 1,3 |

| 6,7 |

| 12,2 |

| 17,7 |

| 20,7 |

| 19,9 |

| 15,7 |

| 9,1 |

| 4,0 |

| −1,1 |

### Stadtgliederung

#### Stadtbezirke
Philadelphia gliedert sich in sieben Stadtbezirke, ähnlich den Boroughs in New York, und diese wiederum in einzelne Quartiere.
Liste der Stadtbezirke in Philadelphia:
- West Philadelphia
- Center City (Philadelphia)
- South Philadelphia
- Southwest Philadelphia
- Northwest Philadelphia
- North Philadelphia
- Northeast Philadelphia

Einige bekannte Viertel dieser Stadtbezirke sind:
- Germantown (Northwest Philadelphia)
- Chestnut Hill (Northwest Philadelphia)
- Mount Airy (Northwest Philadelphia)
- Frankford (Northeast Philadelphia)
- Chinatown (Center City)
- Roxborough
- Manayunk
- Bridesburg
- Mayfair
- Torresdale
- Tacony
- Rhawnhurst
- Fishtown
- Port Richmond

#### Nachbar- und Umlandgemeinden
- Camden (New Jersey)
- Bryn Mawr
- Villanova
- Valley Forge
- King of Prussia
- Doylestown
- New Hope

## Geschichte

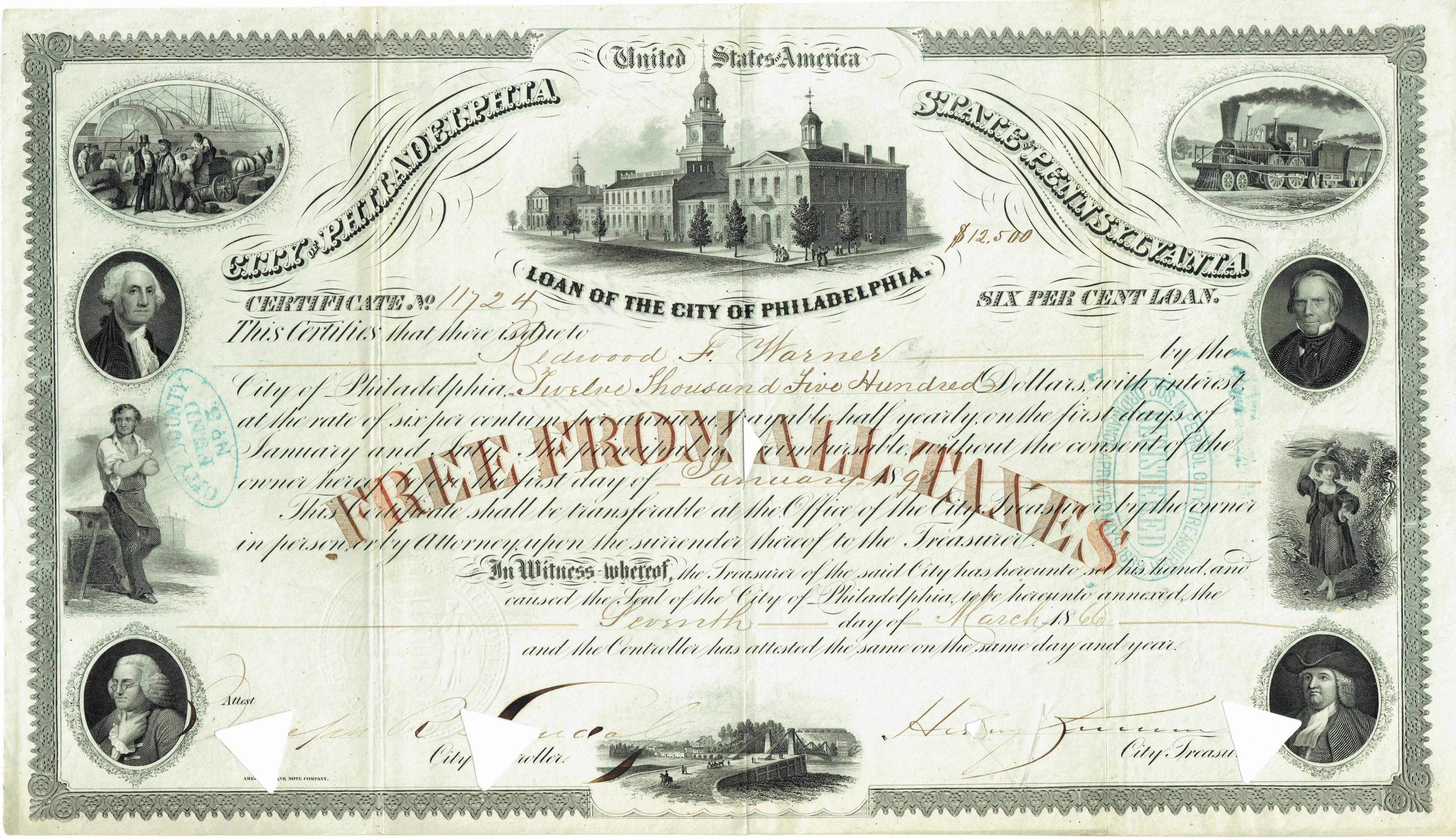
Anleihe der Stadt Philadelphia vom 7. März 1866

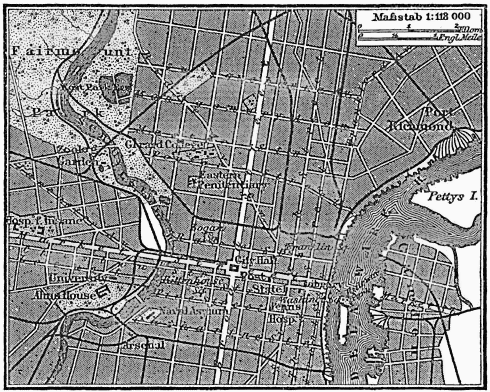
Historische Karte (um 1888)

Philadelphia ist eine der ältesten Städte der USA. Sie war vom Stadtgründer William Penn 1681 als Hauptstadt der Quäker-Kolonie Pennsylvania geplant. Penn gab der neuen Stadt einen biblischen Namen: In Offb 3,7–13  ist Philadelphia die einzige der sieben Gemeinden, die dem Lamm Gottes (d. h. Jesus Christus) auch in der Zeit der Verfolgung uneingeschränkt treu bleibt.
1683 kamen 13 deutsche Quäker- und Mennonitenfamilien aus Krefeld mit dem Schiff Concord nach Philadelphia und ließen sich in dem von Franz Daniel Pastorius neu gegründeten Vorort namens Germantown nieder.
Philadelphia war nach New York (1788–1790) die zweite Hauptstadt der Vereinigten Staaten von Amerika (1790–1800), bis zur Fertigstellung der neuen Hauptstadt Washington, D.C.
In Philadelphia wurde am 4. Juli 1776 die Unabhängigkeitserklärung beschlossen und verkündet, wie auch die Verfassung am 17. Juli 1787. Bis ins frühe 19. Jahrhundert war Philadelphia auch die größte Stadt der USA und zeitweise die größte englischsprachige Stadt westlich von London. Zu der Zeit wurde dort mit der Permanent Bridge die erste Brücke über den Schuylkill River und mit der Colossus Bridge auch die seinerzeit größte Bogenbrücke der Welt gebaut.
1838 bis 1844 verbrachte Edgar Allan Poe zusammen mit seiner Frau Virginia Clemm Poe sechs sehr produktive Jahre in Philadelphia. Anfangs war er Redakteur von Burtons Gentleman's Magazine, dann Chefredakteur von Graham's Magazine. In diesen Jahren schrieb Poe u. a. Ligeia, Der Untergang des Hauses Usher, Der Doppelmord in der Rue Morgue und Der Goldkäfer.
Johannes Nepomuk Neumann, ein böhmisch-deutscher Priester und Missionar, wurde 1852 zum Bischof von Philadelphia geweiht. Er baute in nur acht Jahren Amtszeit die Grundlagen für das bis heute bestehende System kirchlicher Schulen in den Vereinigten Staaten auf. 1977 wurde er von Papst Paul VI. heiliggesprochen, als erster US-amerikanischer Bischof. Ab 1854 war der deutsche Maler Paul Weber in Philadelphia tätig und beeinflusste die Hudson River School.
1876 fand in Philadelphia die Centennial Exhibition, die erste offizielle Weltausstellung in den Vereinigten Staaten statt. Von den Gebäuden ist beispielsweise die Memorial Hall im Fairmount Park erhalten.
Die berühmte Freiheitsglocke, Liberty Bell, die zuvor als Symbol der Unabhängigkeitskriege durch das Land gereist war, befindet sich seit 1915 wieder in der Stadt und hängt seit 2003 in einem eigens zu diesem Zweck geschaffenen Ausstellungsgebäude; zusammen mit der Independence Hall, in der sie einst hing, beherbergt Philadelphia damit zwei der wichtigsten symbolischen Stätten der Vereinigten Staaten.
In Philadelphia befinden sich das älteste Postamt sowie die beiden ersten Banken der USA und der erste Zoo Amerikas.
In Philadelphia stehen drei Objekte herausragender historischer Bedeutung für die amerikanische Geschichte: der Independence National Historical Park, die Edgar Allan Poe National Historic Site und das Thaddeus Kosciuszko National Memorial. 67 Orte haben den Status einer National Historic Landmark. Die Independence Hall selbst gehört seit 1979 zum Welterbe in den Vereinigten Staaten von Amerika. 580 Bauwerke und Stätten des Countys Philadelphia sind im National Register of Historic Places (NRHP) eingetragen (Stand 22. September 2020).

## Bevölkerung

### Bevölkerungsentwicklung

Bevölkerungsentwicklung

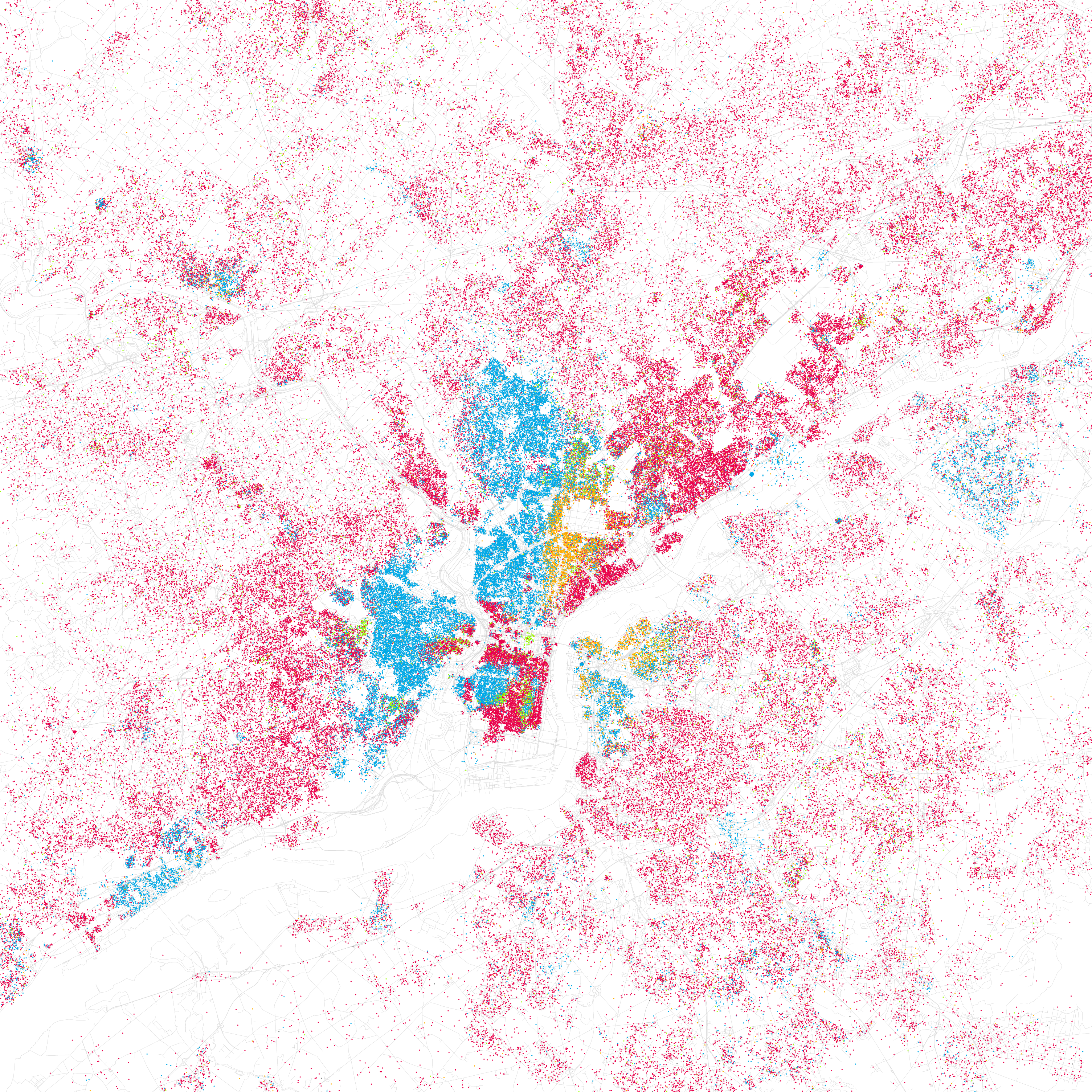
Darstellung der ethnischen Bevölkerungsverteilung in Philadelphia im Jahr 2000. Weiß, Schwarz, Asiatisch, Latino.

Die Einwohnerzahl erreichte um 1950 ihren Höhepunkt bei über zwei Millionen, begleitet von Wohnungsnot; viele Wohnungen stammten aus dem 19. Jahrhundert und verfügten nicht über zeitgemäße sanitäre Einrichtungen. Dann nahm die Bevölkerung im Stadtgebiet kontinuierlich bis rund 1,5 Millionen ab, während die der Metropolregion anwuchs. Zwischen 1890 und 1950 war Philadelphia nach New York und Chicago die drittgrößte Stadt der USA, bis 1960 Los Angeles diese Stellung übernahm. Mit der Volkszählung 1990 wurde Houston die viertgrößte Stadt vor Philadelphia. Inzwischen belegt Philadelphia hinter Phoenix den sechsten Rang der größten US-amerikanischen Städte.
| Jahr | Einwohner |
| ---- | --------- |
| 1790 | 28.522    |
| 1800 | 41.220    |
| 1810 | 53.722    |
| 1820 | 63.802    |
| 1830 | 80.462    |
| 1840 | 93.665    |
| 1850 | 121.376   |
| 1860 | 565.529   |

| Jahr | Einwohner |
| ---- | --------- |
| 1870 | 674.022   |
| 1880 | 847.170   |
| 1890 | 1.046.964 |
| 1900 | 1.293.697 |
| 1910 | 1.549.008 |
| 1920 | 1.823.779 |
| 1930 | 1.950.961 |
| 1940 | 1.931.334 |

| Jahr | Einwohner |
| ---- | --------- |
| 1950 | 2.071.605 |
| 1960 | 2.002.512 |
| 1970 | 1.948.609 |
| 1980 | 1.688.210 |
| 1990 | 1.585.577 |
| 2000 | 1.517.550 |
| 2010 | 1.526.006 |
| 2020 | 1.603.797 |

Die folgende Tabelle zeigt die Einwohnerentwicklung der Metropolitan Statistical Area Philadelphia – Camden – Wilmington nach der Definition des U.S. Census Bureau 2015, die sich über die Bundesstaaten Pennsylvania, New Jersey, Delaware und Maryland erstreckt:
| Jahr | Einwohner¹ |
| ---- | ---------- |
| 1990 | 5.435.550  |
| 2000 | 5.686.329  |
| 2010 | 5.065.662  |
| 2020 | 6.245.051  |

¹ 1990–2020: Volkszählungsergebnisse;

### Zusammensetzung der Bevölkerung
Nach der Volkszählung (U.S. Census) des Jahres 2010 waren 41 % der Bevölkerung Weiße, 43,4 % Afroamerikaner, 6,3 % waren Asiaten, 12,3 % waren Hispanics unterschiedlicher „Rasse“. Damit lebten in Philadelphia erstmals mehr schwarze als weiße Bewohner, was vor allem daran liegt, dass viele Angehörige der weißen Mittelschicht das Stadtzentrum verlassen haben, eine Entwicklung, die seit den 1950er Jahren in fast allen US-amerikanischen Großstädten zu beobachten ist. Die Zusammensetzung der europäischstämmigen Bevölkerung der Stadt zeigt die lange Einwanderungsgeschichte der USA: 13,6 % sind irischer, 9,2 % italienischer, 8,1 % deutscher, 4,3 % polnischer und 2,3 % englischer Herkunft.

## Politik

### Bürgermeister
Der Bürgermeister ist Hauptgeschäftsführer der Stadtverwaltung von Philadelphia; derzeitiger Amtsträger ist seit Januar 2016 der Demokrat Jim Kenney.

### Städtepartnerschaften
Philadelphia hat acht offizielle Schwesterstädte:
- Florenz  in Italien, seit 1964
- Tel Aviv-Jaffa in Israel, seit 1966
- Toruń in Polen, seit 1976
- Tianjin in der Volksrepublik China, seit 1980
- Incheon in Südkorea, seit 1984
- Douala in Kamerun, seit 1986
- Nischni Nowgorod in Russland, seit 1992
- Frankfurt am Main in Deutschland, seit 2015[10]

Außerdem unterhält Philadelphia Städtepartnerschaften mit folgenden Städten, Gemeinden und Regionen:
- Kōbe in Japan
- Abruzzen in Italien
- Aix-en-Provence in Frankreich[10]

Philadelphia nimmt am „Partners of Peace“-Projekt teil und unterhält hierzu eine Partnerschaft mit:
- Mosul im Irak[10]

### Umgang mit Verbrechen in Philadelphia
Seitens der Justiz sind folgende Behörden für die Aufrechterhaltung von Recht und Ordnung verantwortlich: Das Philadelphia Police Department, der Court of Common Pleas sowie die Staatsanwaltschaft Philadelphias.
Die hohe Verbrechens- und Mordrate und einige überregional Aufsehen erregende Mordfälle und Auseinandersetzungen führten zu öffentlichen Debatten. Es ging dabei um die Einäugigkeit der Polizeikräfte gegenüber Afroamerikanern wie auch Klagen über die mangelnde Bereitschaft der schwarzen Gemeinde, insbesondere der Männer, sich an der öffentlichen Sicherheit zu beteiligen.
Am 12. September 2007 rief Polizeichef Sylvester Johnson 10.000 Afroamerikaner Philadelphias auf, entlang der Straßen der Stadt zu patrouillieren, um Verbrechen zu verhindern. Johnson unternahm diese Aktion namens „Call to Action: 10,000 Men, It’s a New Day“, um den unproportional hohen Anteil schwarzer Mordopfer zu verringern. Dennis Muhammad als lokaler Vertreter der Nation of Islam und Philadelphias Bürgermeister John F. Street unterstützten das Projekt.

#### Aufstände
- Wahlaufstand von 1742: Konflikt zwischen den Quäkern und der aufstrebenden deutsch-amerikanischen Minderheit
- Lombardstraßenaufstand (Lombard Street riot, 1842): Dreitägige Straßenschlacht zwischen Vertretern der schwarzen und der irischen Gemeinde
- Philadelphia Nativist Riots (1844): Antikatholische Ausschreitungen (vgl. Nativismus)
- Philadelphia race riot (1964): Rassenunruhen in Nordphiladelphia, gravierende Zerstörungen, Vielzahl von Verletzten; wichtiger Anstoß für die Bürgerrechtsbewegung.

## Wirtschaft
Die Metropolregion von Philadelphia erbrachte 2016 eine Wirtschaftsleistung von 417,7 Milliarden US-Dollar. Das Bruttoinlandsprodukt pro Kopf liegt bei 62.817 US-Dollar. Bei einer Studie aus dem Jahr 2014 belegte Philadelphia Platz 28 unter den wirtschaftsstärksten Großräumen weltweit und Platz 8 innerhalb der Vereinigten Staaten. Die Arbeitslosenrate betrug 5,8 % (Stand: März 2018) und lag damit über dem nationalen Durchschnitt. Die Wirtschaft der Stadt wird weitestgehend vom Dienstleistungssektor bestimmt.
Die größten Unternehmen mit Sitz in Philadelphia sind Comcast, CIGNA, Sunoco, Aramark, Carpenter Technology sowie die Chemieunternehmen Rohm and Haas und FMC Corporation. Die Pharmakonzerne Wyeth und SmithKline Beecham hatten ihren Unternehmenssitz auch dort. Der Hauptsitz der früheren Pennsylvania Railroad befand sich ebenso in Philadelphia.

## Kultur und Sehenswürdigkeiten

### Museen

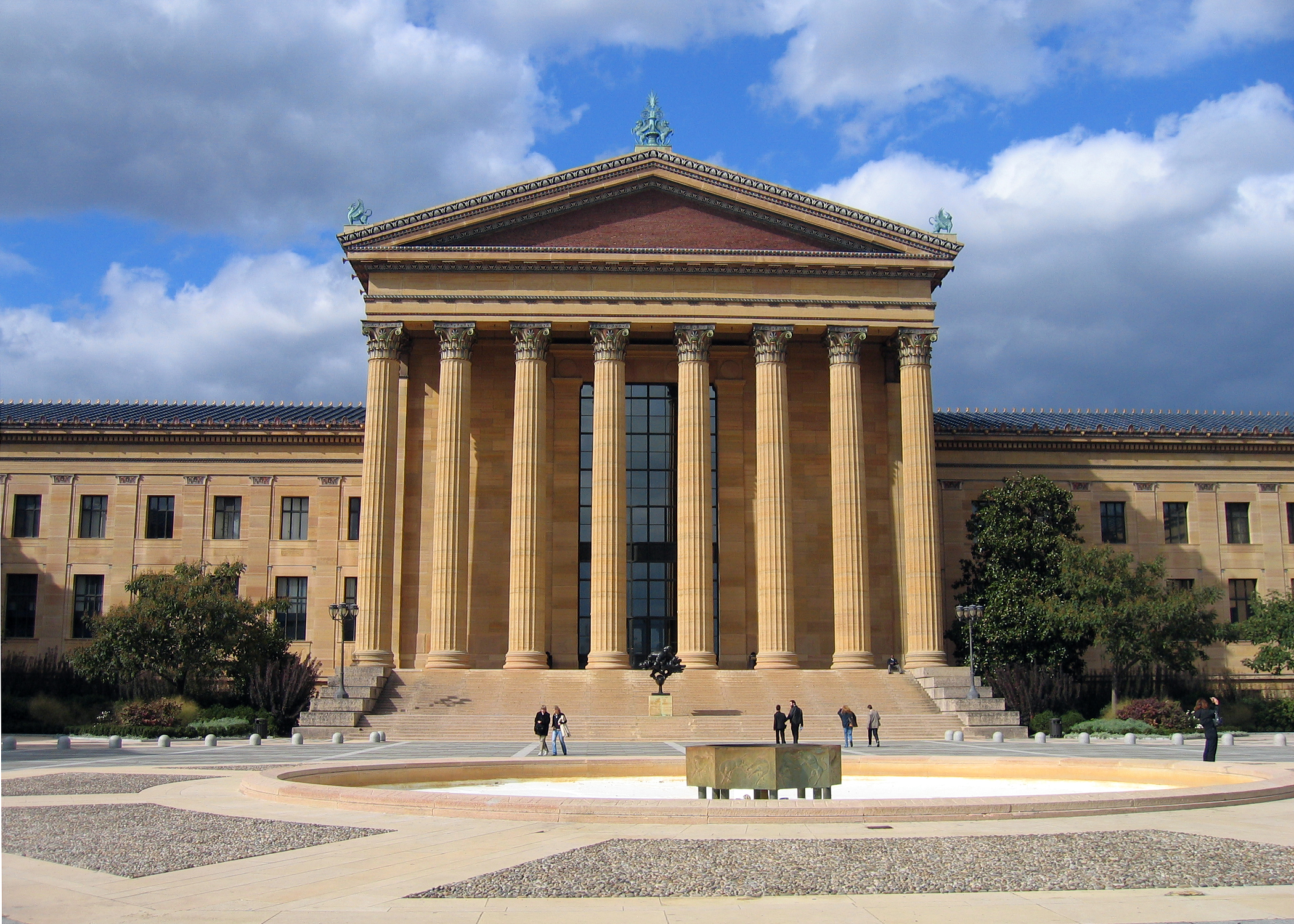
Das Philadelphia Museum of Art

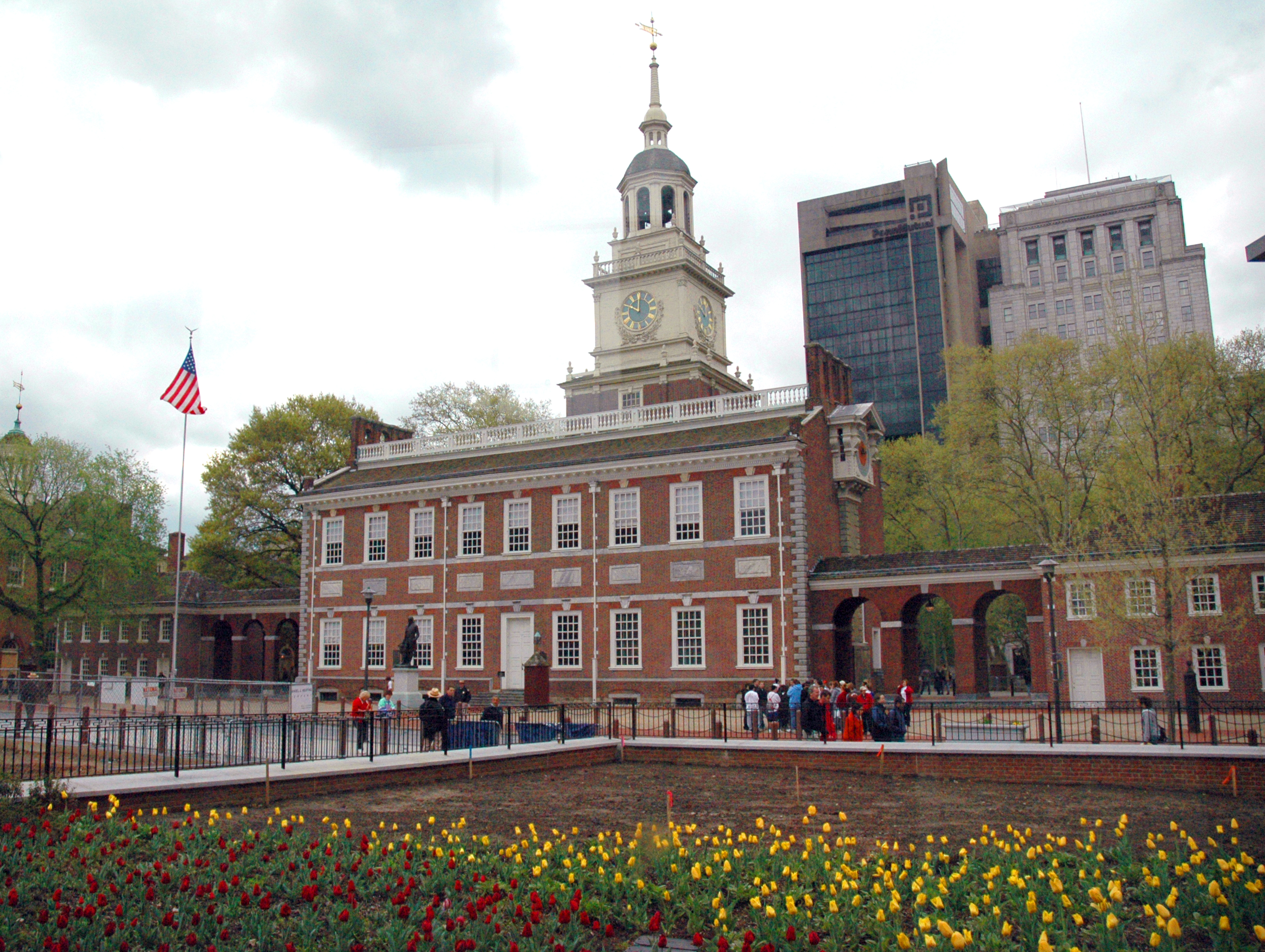
Die Independence Hall von der Nordseite aus gesehen

Die LOVE-Skulptur am John F. Kennedy Plaza

- Independence National Historical Park: Im Independence National Historical Park sind mehrere historische Bauwerke zusammengefasst, die gemeinsam als Gedenkstätte vom Typ eines National Historical Parks unter Verwaltung des National Park Service ausgewiesen werden. Es gibt ein zentrales Besucherzentrum und die einzelnen Ausstellungen:
  - Carpenters’ Hall
  - Congress Hall
  - Independence Hall
  - Liberty Bell
  - Second Bank of the U.S.

#### Weitere Museen und Gedenkstätten
- Museum for Art in Wood
- Mütter Museum
- National Constitution Center
- Philadelphia Museum of Art
- Barnes Foundation Kunstsammlung
- Rosenbach Museum & Library
- Independence Seaport Museum
- Eastern State Penitentiary
- Franklin Institute Science Museum
- Christ Church
- Franklin Court
- Edgar Allan Poe National Historic Site
- Benjamin Franklins Grab
- Atwater Kent Museum
- American Philosophical Society
- National Museum of American Jewish History
- Betsy Ross House
- Philadelphia City Hall
- Freimaurertempel von Philadelphia
- Auf der John F. Kennedy Plaza, auch LOVE-Park genannt, befindet sich seit 1976 – dauerhaft seit 1978 – die berühmte LOVE-Skulptur des Künstlers Robert Indiana. Der Park war bis zum Verbot durch die Stadt ein bekannter Skateboarding-Spot.[16]
- Please Touch Museum, seit 1976, ein Museum für Kinder

### Theater
- Walnut Street Theatre, seit 1809
- Plays and Players Theatre, seit 1913
- Annenberg Center for the Performing Arts, seit 1971
- Arden Theatre Company, seit 1988
- Lantern Theater Company, seit 1994
- Wilma Theater, seit 1996
- Perelman Theater im Kimmel Center for the Performing Arts, seit 2001
- Suzanne Roberts Theatre, seit 2007

### Wolkenkratzer
Die Skyline Philadelphias wird von vielen Wolkenkratzern bestimmt. Lange Zeit über durfte kein Gebäude die 167 Meter des Rathausturmes überschreiten. Das erste Gebäude, das höher war, ist das One Liberty Place von 1987. Seitdem wurden zehn weitere Hochhäuser jenseits dieser Höhenmarke errichtet. Diese werden hier aufgeführt.

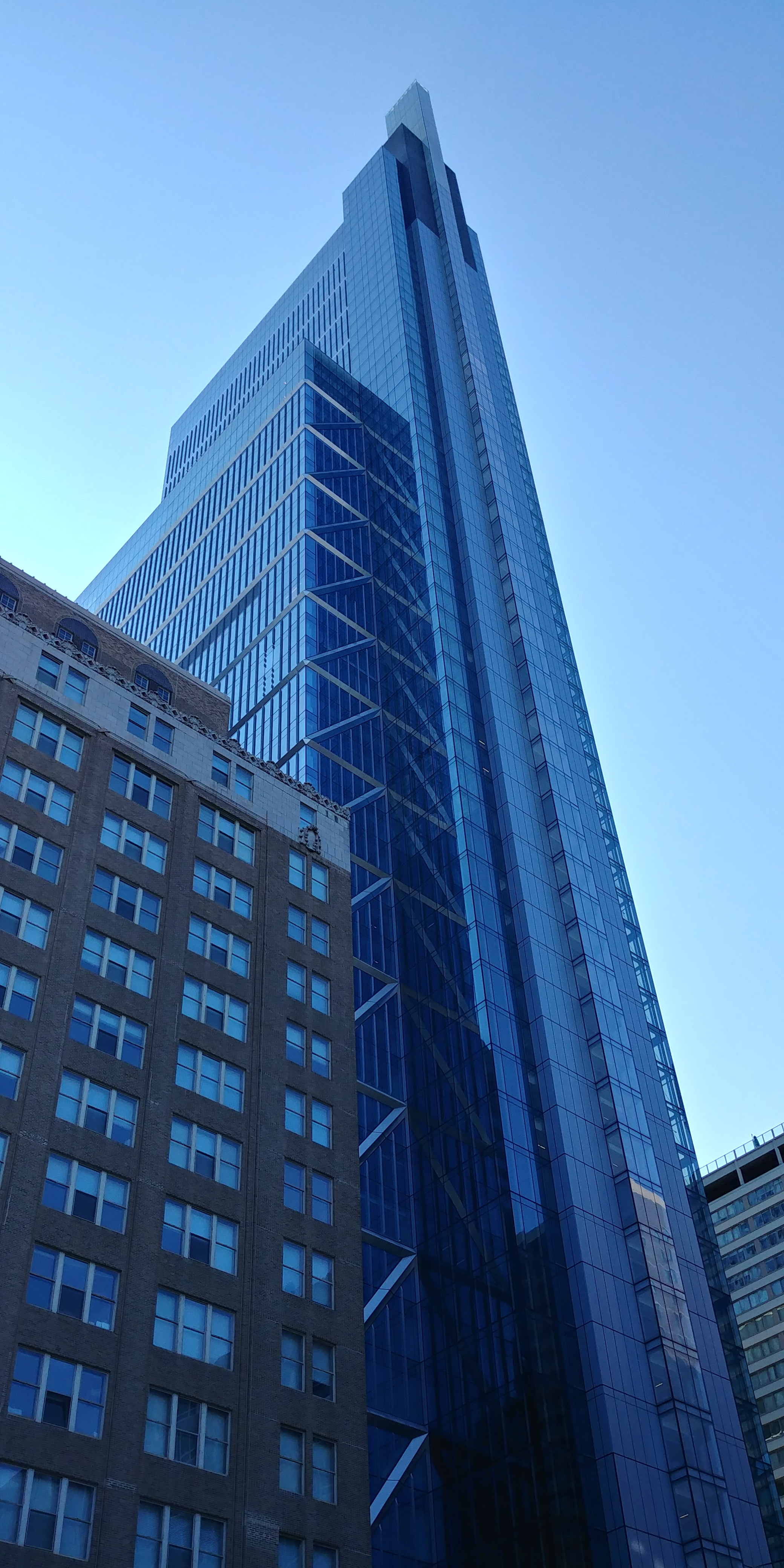
Comcast Technology Center
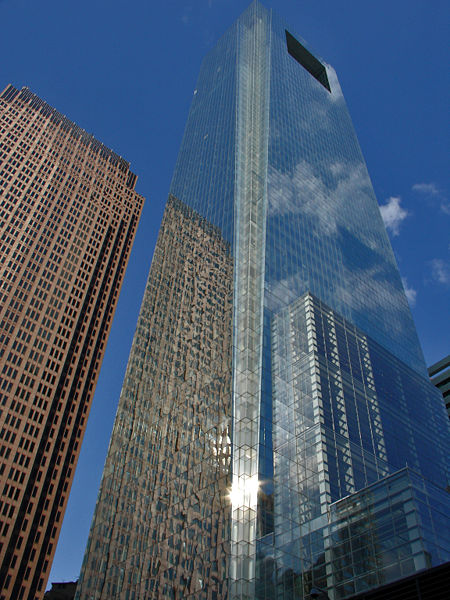
Comcast Center

| Rang | Name                           | Gesamthöhe in Meter | Etagen | Eröffnung | Nutzung     |
| ---- | ------------------------------ | ------------------- | ------ | --------- | ----------- |
| 1    | Comcast Technology Center      | 342,7               | 59     | 2017      | Bürogebäude |
| 2    | Comcast Center                 | 297,2               | 57     | 2008      | Bürogebäude |
| 3    | One Liberty Place              | 288                 | 61     | 1987      | Bürogebäude |
| 4    | Two Liberty Place              | 258,5               | 58     | 1990      | Bürogebäude |
| 5    | Mellon Bank Center             | 242                 | 53     | 1990      | Bürogebäude |
| 6    | Cira Center South Office Tower | 224,3               | 49     | 2017      | Bürogebäude |
| 7    | Bell Atlantic Tower            | 225,3               | 55     | 1991      | Bürogebäude |
| 8    | G. Fred DiBona Jr. Building    | 190,5               | 45     | 1990      | Bürogebäude |
| 9    | W Hotel & Elements by Westin   | 177                 | 52     | 2018      | Hotel       |
| 10   | One Commerce Square            | 172,2               | 41     | 1990      | Bürogebäude |
| 10   | Two Commerce Square            | 172,2               | 41     | 1990      | Bürogebäude |

### Musik
Seit dem Jahr 1900 beherbergt die Stadt das Philadelphia Orchestra, das unter Leopold Stokowski zu Weltruhm aufstieg. Der Name der Stadt war außerdem der Ursprung des Phillysounds, der in den 1960er Jahren entstand.
Das ehemalige Wanamaker-Kaufhaus im Zentrum von Philadelphia ist Standort einer der größten Orgeln der Welt mit sechs Manualen und 376 Registern.

### Essen

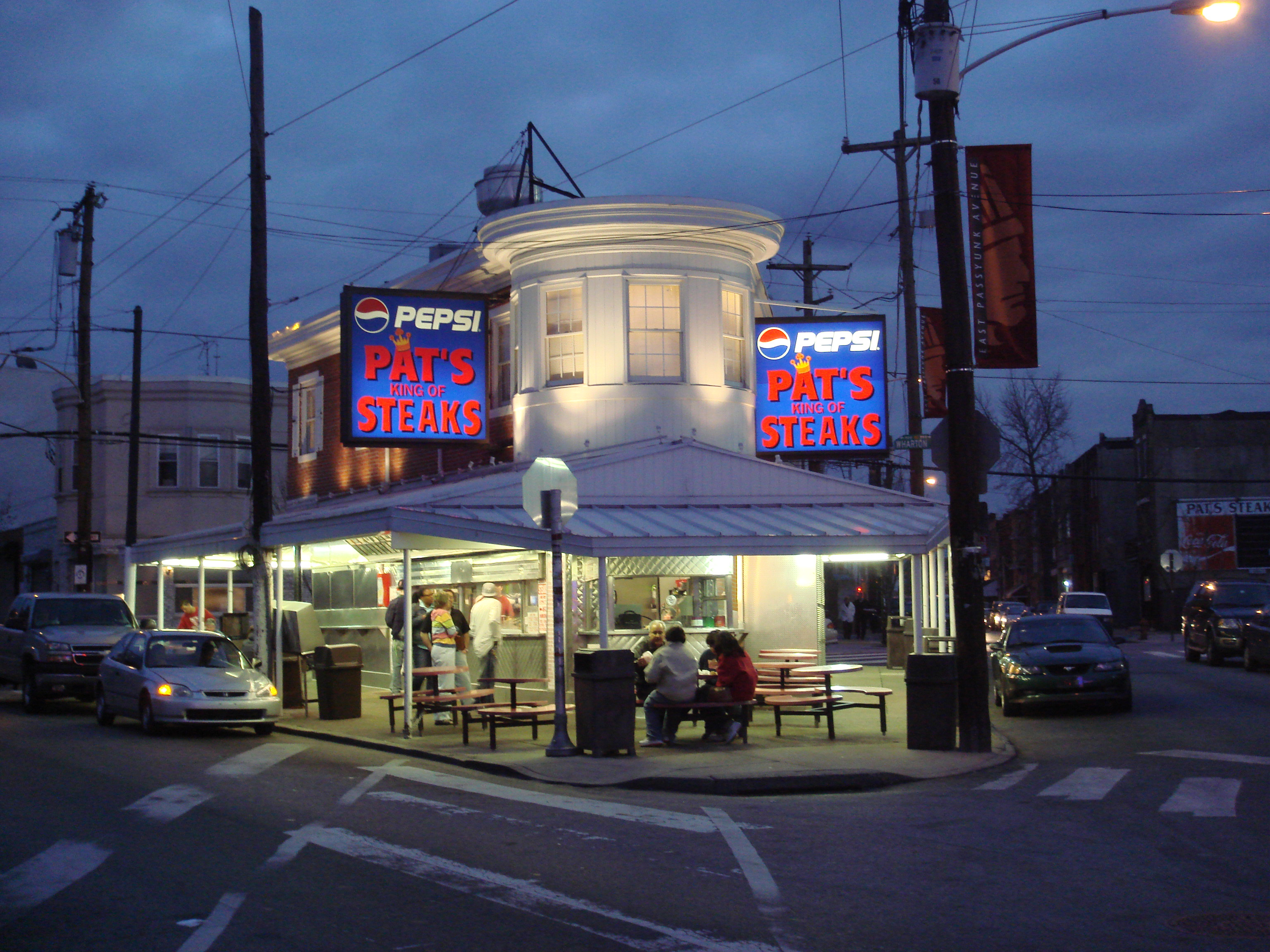
Das Pat’s King of Steaks in South Philadelphia

Philadelphia ist bekannt für das von hier stammende „Philly Cheesesteak“. Ein prominentes Restaurant für dieses Gericht ist das 1930 von Pat Olivieri in South Philadelphia gegründete Pat’s King of Steaks, das anfangs nur ein einfacher Hot-Dog-Stand war. 1933 soll Olivieri hier mit seinem Bruder Harry das Philly Cheesesteak erfunden haben.

## Öffentlicher Verkehr

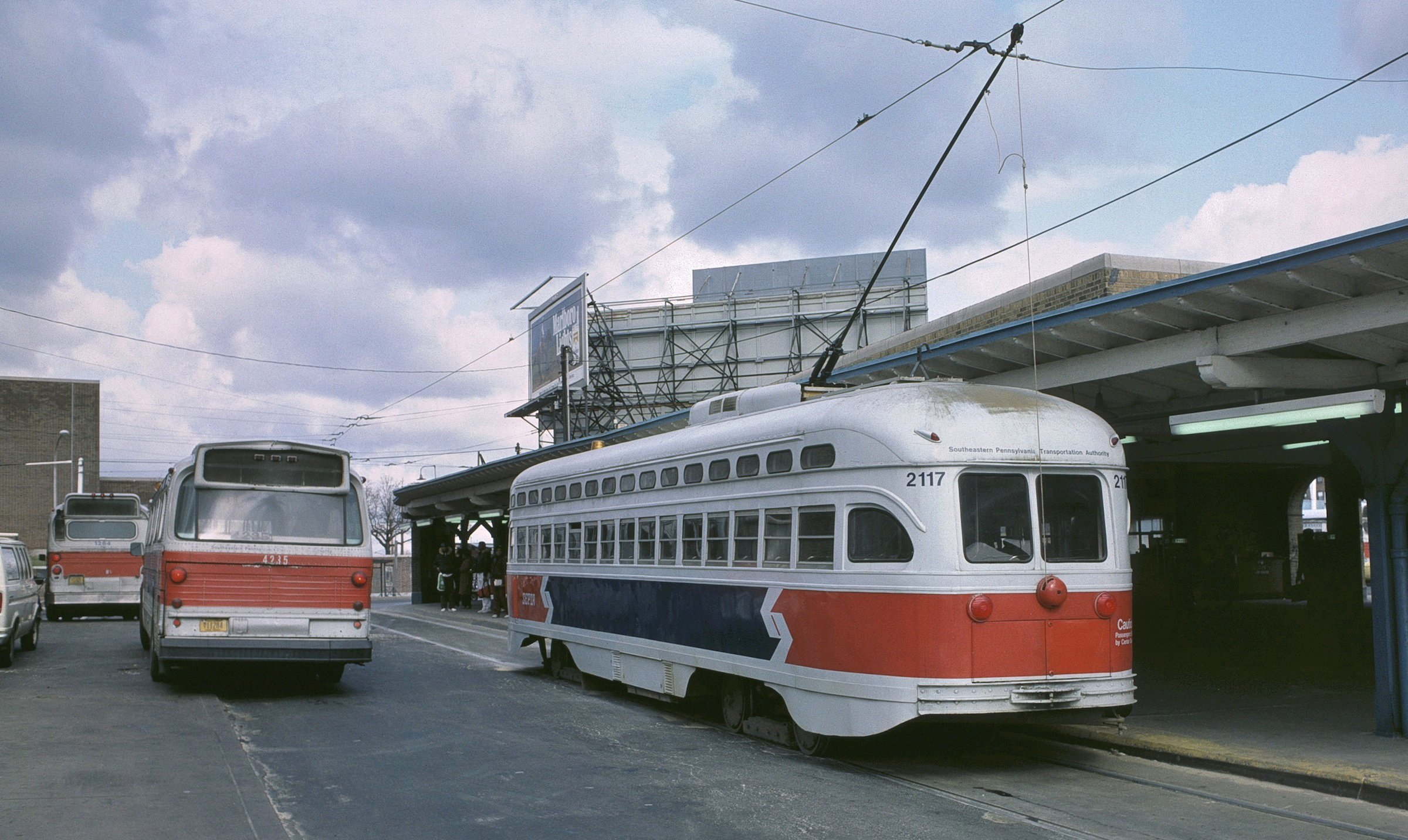
Busse und Trams in Philadelphia

Philadelphia liegt im Zentrum des von der Southeastern Pennsylvania Transportation Authority (SEPTA) betriebenen öffentlichen Verkehrsnetzes. Es umfasst U-Bahn, Straßenbahn- und auch Trolleybuslinien und gehört zu den größten öffentlichen Netzen der USA und bedient mit 9000 Mitarbeitern eine Region mit 3,9 Millionen Einwohnern.
Wichtiger Umsteigeknotenpunkt ist die Philadelphia 30th Street Station.
Darüber hinaus befindet sich der Philadelphia International Airport in der Stadt.

## Sport
Philadelphia gehört zu den derzeit zwölf Städten der USA, die in jeder der vier großen Sportarten (American Football, Eishockey, Baseball und Basketball) mit einem Team in der jeweils höchsten Liga vertreten sind.
| Klub                  | Sportart          | Liga                                     | Meisterschaft                          | Heimstätte              |
| --------------------- | ----------------- | ---------------------------------------- | -------------------------------------- | ----------------------- |
| Philadelphia Eagles   | American Football | National Football League; NFC            | 5 (1948, 1949, 1960, 2018, 2025)       | Lincoln Financial Field |
| Philadelphia Flyers   | Eishockey         | National Hockey League; Eastern          | 2 (1973–1974, 1974–1975)               | Wells Fargo Center      |
| Philadelphia Phillies | Baseball          | Major League Baseball; NL                | 2 (1980, 2008)                         | Citizens Bank Park      |
| Philadelphia 76ers    | Basketball        | National Basketball Association; Eastern | 3 (1954–1955, 1966–1967, 1982–1983)    | Wells Fargo Center      |
| Philadelphia Union    | Fußball           | Major League Soccer                      |                                        | PPL Park                |
| Philadelphia Wings    | Hallenlacrosse    | National Lacrosse League                 | 6 (1989, 1990, 1994, 1995, 1998, 2001) | Wells Fargo Center      |

## Bildung
Philadelphia ist Sitz mehrerer höherer Bildungsinstitutionen, u. a. der Elite-Universität University of Pennsylvania, die zur Ivy League der amerikanischen Bildungsinstitute zählt, des Moore College of Art and Design, des Curtis Institute of Music, der privaten Thomas Jefferson University (Health Sciences) und Saint Joseph’s University von 1851, der Temple University, der La Salle University und der Drexel University. Die älteste Schule ist die Friends Select School von 1689.

## Persönlichkeiten

### Persönlichkeiten mit Bezug zur Stadt

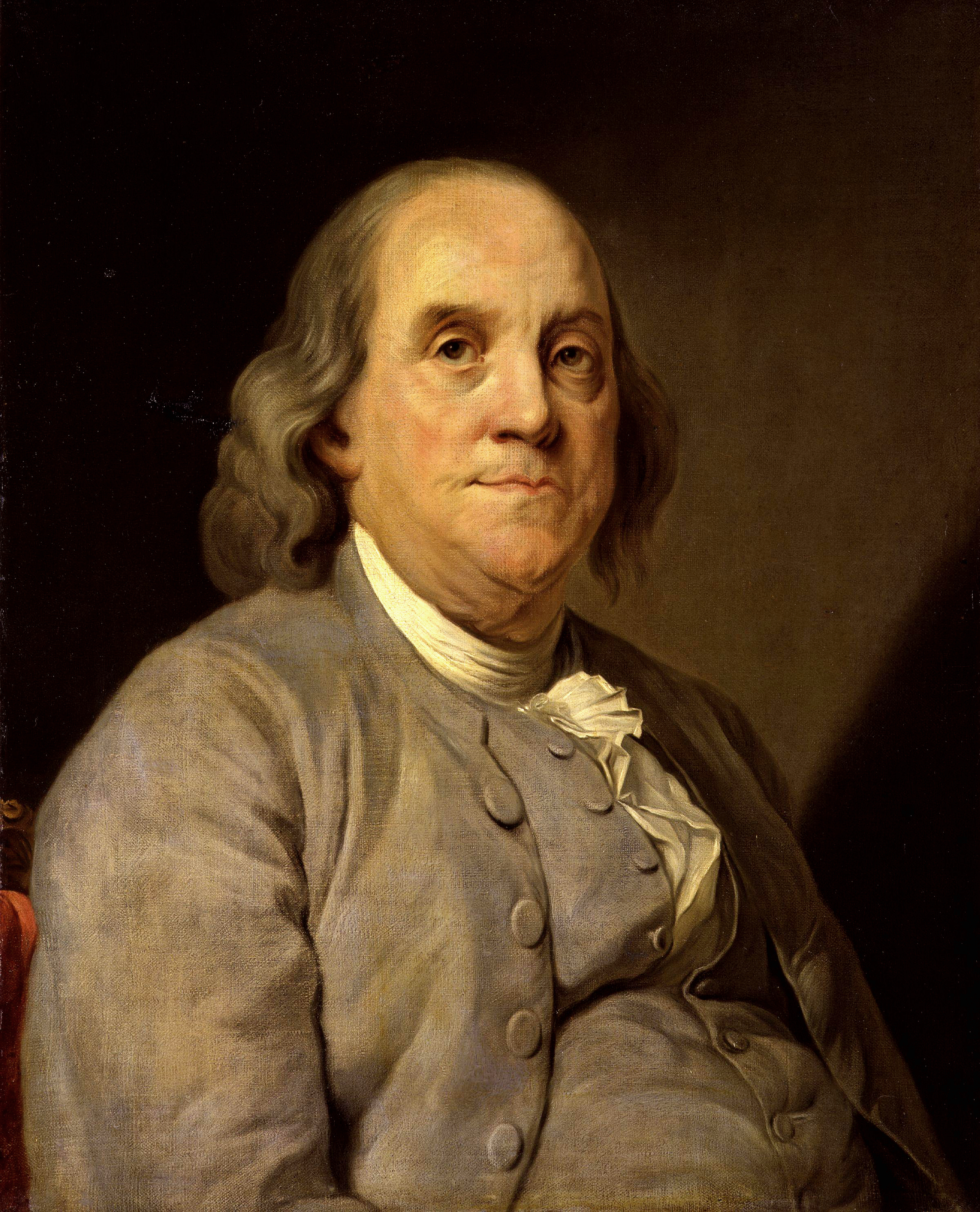
Benjamin Franklin

- William Penn (1644–1718), Quäker; gründete 1681 die Stadt Philadelphia
- Samuel Güldin (1664–1745), Schweizer Pietist und erster reformierter Pfarrer deutscher Sprache in Pennsylvania
- Benjamin Franklin (1706–1790), Politiker, Schriftsteller, Naturwissenschaftler, Erfinder, Naturphilosoph und Freimaurer
- Richard Allen (1760–1831), methodistischer Bischof
- Francis Johnson (1792–1844), Komponist und Musiker
- William Parker Foulke (1816–1865), Anwalt, Philanthrop, Reformer und Hobbygeologe
- Octavius Catto (1839–1871), Baseballpionier, Pädagoge, Intellektueller und Bürgerrechtsaktivist in Philadelphia
- Henry Weed Fowler (1878–1965), Zoologe
- Stella Kramrisch (1896–1993), Kunsthistorikerin und Indologin
- Louis I. Kahn (1901–1974), Architekt und Stadtplaner
- Romas Viesulas (1918–1986), Druckgraphiker
- Alexander Haig (1924–2010), General und Außenminister
- Russell Hoban (1925–2011), Schriftsteller
- Guntram Weissenberger (1926–2012), Architekt und Stadtplaner
- Grace Kelly (1929–1982), Schauspielerin, Fürstin von Monaco
- Andrew L. Lewis (1931–2016), Wirtschaftsmanager, Politiker und Verkehrsminister der Vereinigten Staaten
- Luther Randolph (1935/36–2020), R&B-Musiker und Produzent
- Bill Cosby (* 1937), Komiker, Schauspieler, Sänger und Buchautor
- Carolee Schneemann (1939–2019), Künstlerin
- Ronald James Sider (1939–2022), kanadischer Historiker, mennonitischer Theologieprofessor und Autor
- Raymond A. King (* ≈1940), Jazzpianist
- Chubby Checker (* 1941), Rock-’n’-Roll-Sänger; in Philadelphia aufgewachsen
- Joe Frazier (1944–2011), Boxer; lebte in Philadelphia
- Tammi Terrell (1945–1970), Soul- und R&B-Sängerin
- Sylvester Stallone (* 1946), Schauspieler, Filmregisseur, Drehbuchautor, Filmproduzent und Unternehmer, wuchs in einem Vorort von Philadelphia auf
- Daryl Hall (* 1946), Popmusiker
- Teddy Pendergrass (1950–2010), R&B-Musiker
- Eric Bazilian (* 1953), Musiker, Mitbegründer der Rockband The Hooters
- Pamela Fryman (* 1959), Regisseurin und ausführende Produzentin; wuchs in Philadelphia auf
- Darryl Hall (* 1963), Jazzmusiker
- King Britt (* 1968), House- und Techno-Musiker, DJ und Labelbetreiber; wuchs in Philadelphia auf
- Will Smith (* 1968), Schauspieler, Filmproduzent und Rapper; wurde in Philadelphia geboren
- Shane Claiborne (* 1975), christlicher Aktivist und Autor; lebt in Philadelphia
- Santigold (* 1976), Sängerin, Produzentin und Komponistin
- Vinnie Paz (* 1977), Rapper
- Kobe Bryant (1978–2020), Basketballspieler
- Kevin Hart (* 1979), Schauspieler und Comedian
- Kurt Vile (* 1980), Rockmusiker

## Philadelphia in Film und Fernsehen
In Philadelphia spielt die legendäre Screwball-Komödie The Philadelphia Story (1940; deutsch Die Nacht vor der Hochzeit). Bedeutende Filme und Serien, die ganz oder teilweise in Philadelphia gedreht wurden, sind:
- die Rocky-Filmreihe (1976–2018),
- Trading Places (1983; dt. Die Glücksritter),
- Philadelphia (1993),
- Twelve Monkeys (1995; dt. 12 Monkeys),
- Se7en (1995; dt. Sieben),
- The Sixth Sense (1999),
- Unbreakable – Unzerbrechlich (2000),
- The Italian Job – Jagd auf Millionen (2003),
- National Treasure (2004; dt. Das Vermächtnis der Tempelritter),
- die Fernsehserie It’s Always Sunny in Philadelphia (seit 2005),
- Unbesiegbar – Der Traum seines Lebens (2006)
- Shooter (2007),
- Law Abiding Citizen (2009; dt. Gesetz der Rache),
- Silver Linings Playbook (2012; dt. Silver Linings).
- The Irishman (2019).

Die US-Serien Cold Case – Kein Opfer ist je vergessen (2003–2010), Pretty Little Liars (2010–2017), Body of Proof (2011–2013) und How to Get Away with Murder (2014–2020) spielen in Philadelphia und Umgebung.

## Galerie

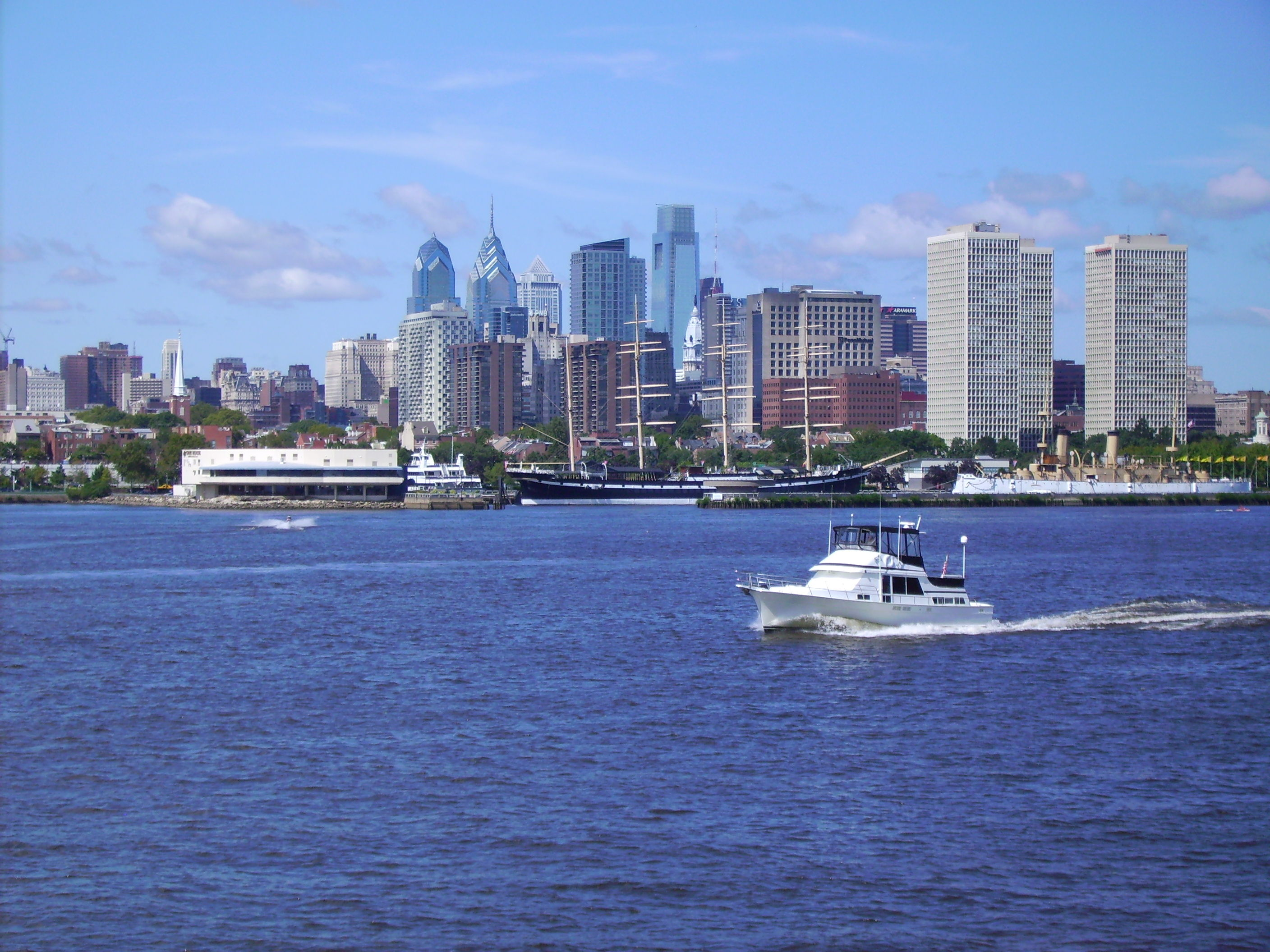
Skyline von der New-Jersey-Seite des Delaware River (2009)
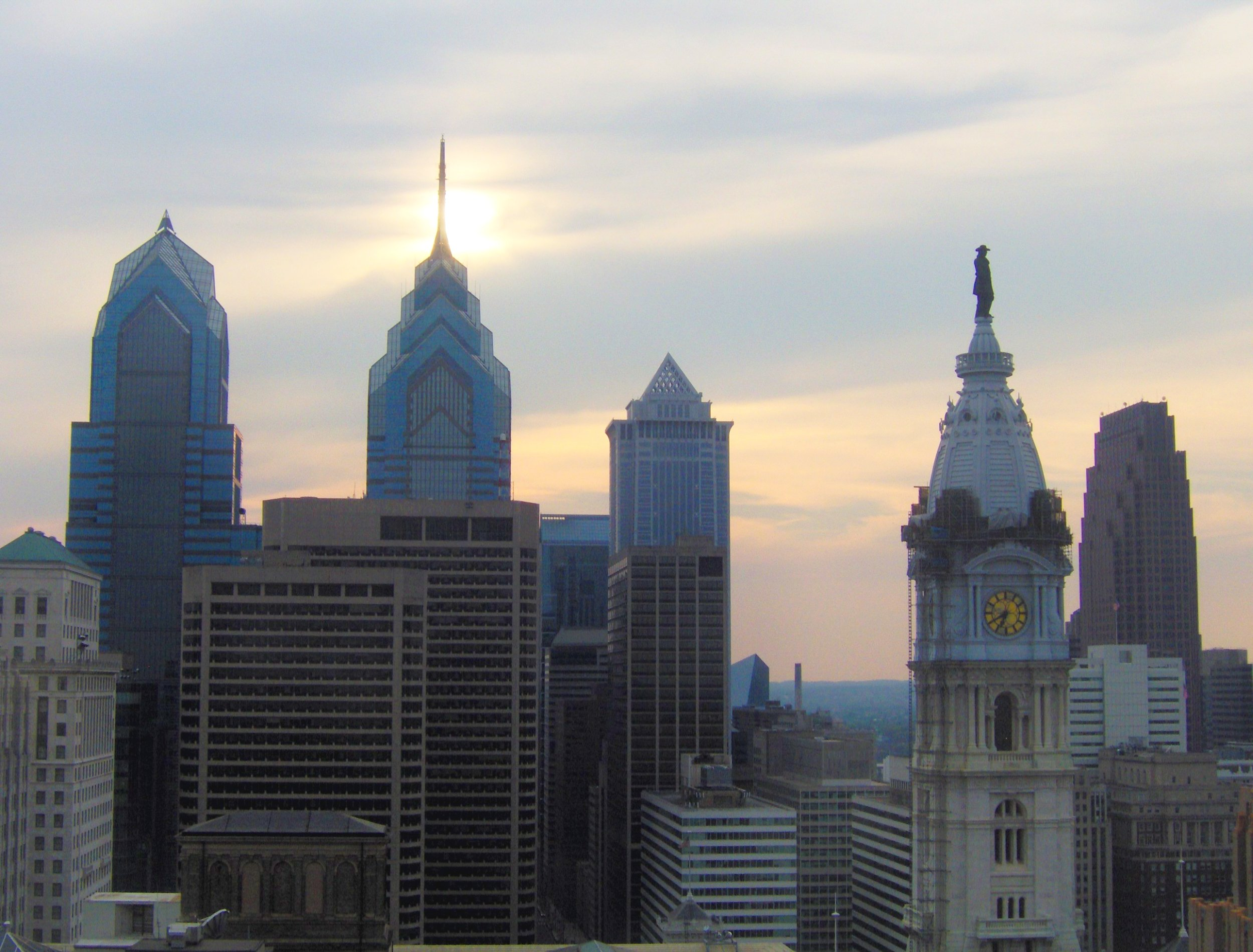
Innenstadt
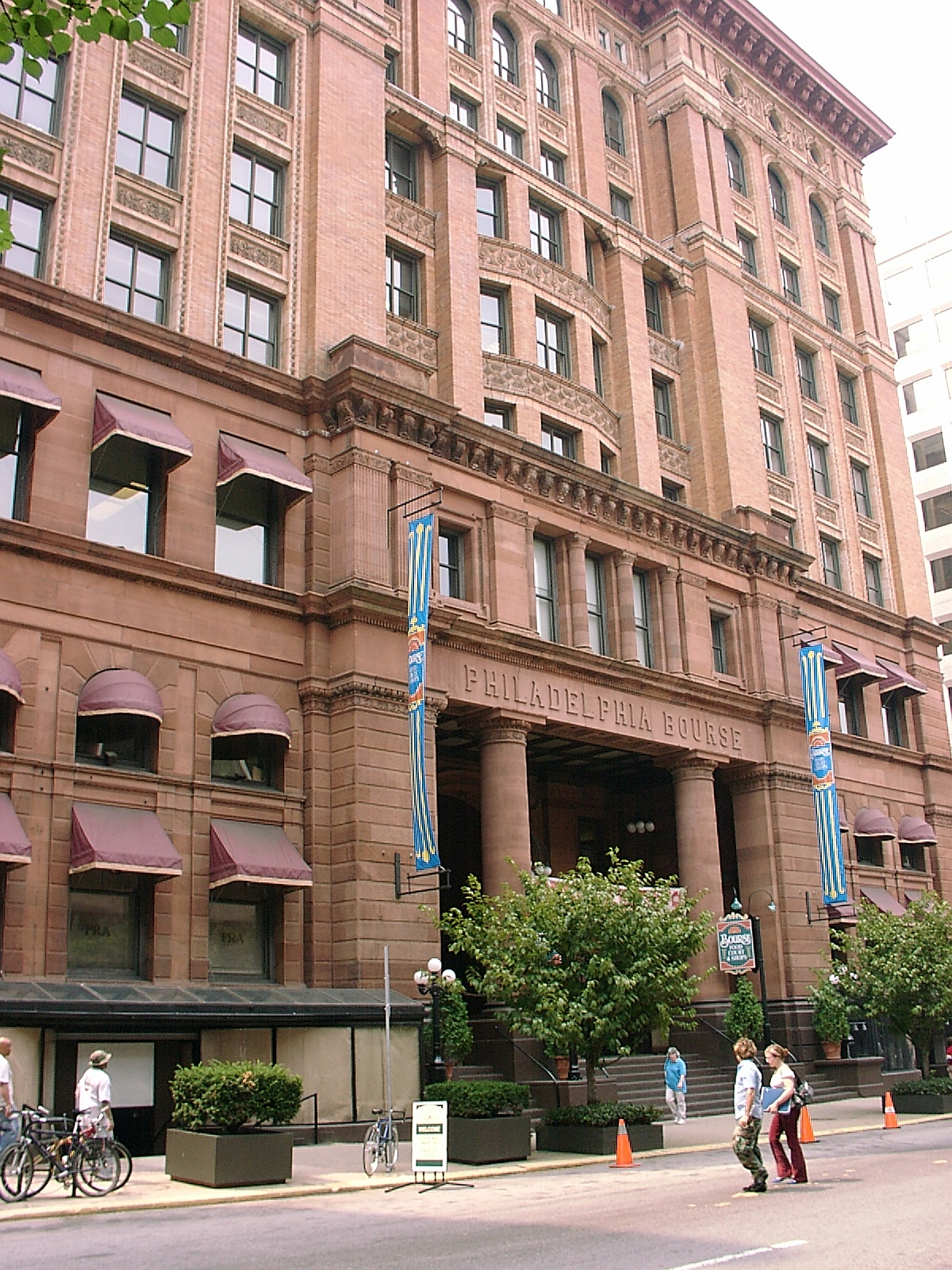
Börse von Philadelphia, die älteste in Amerika
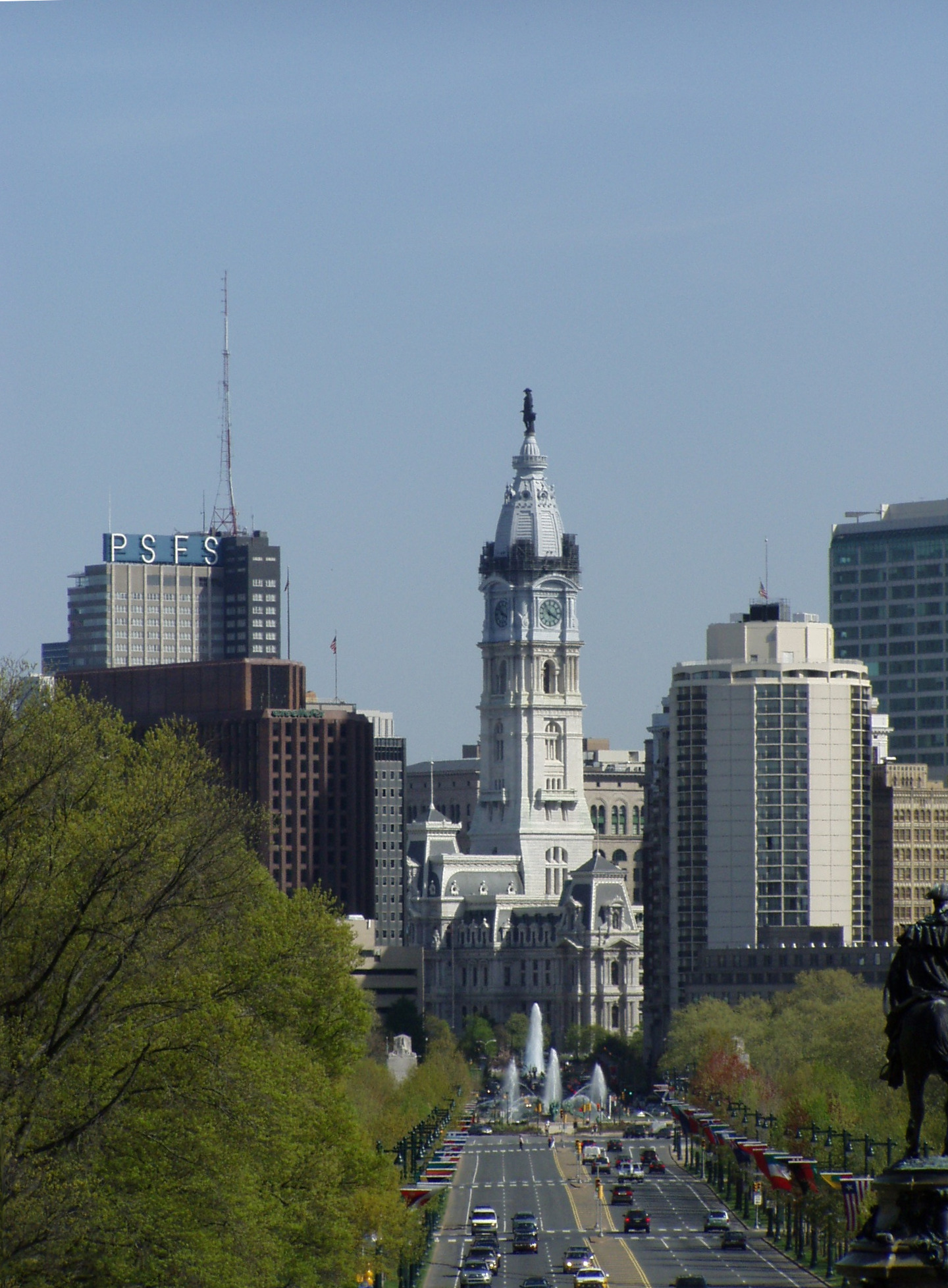
Philadelphia City Hall
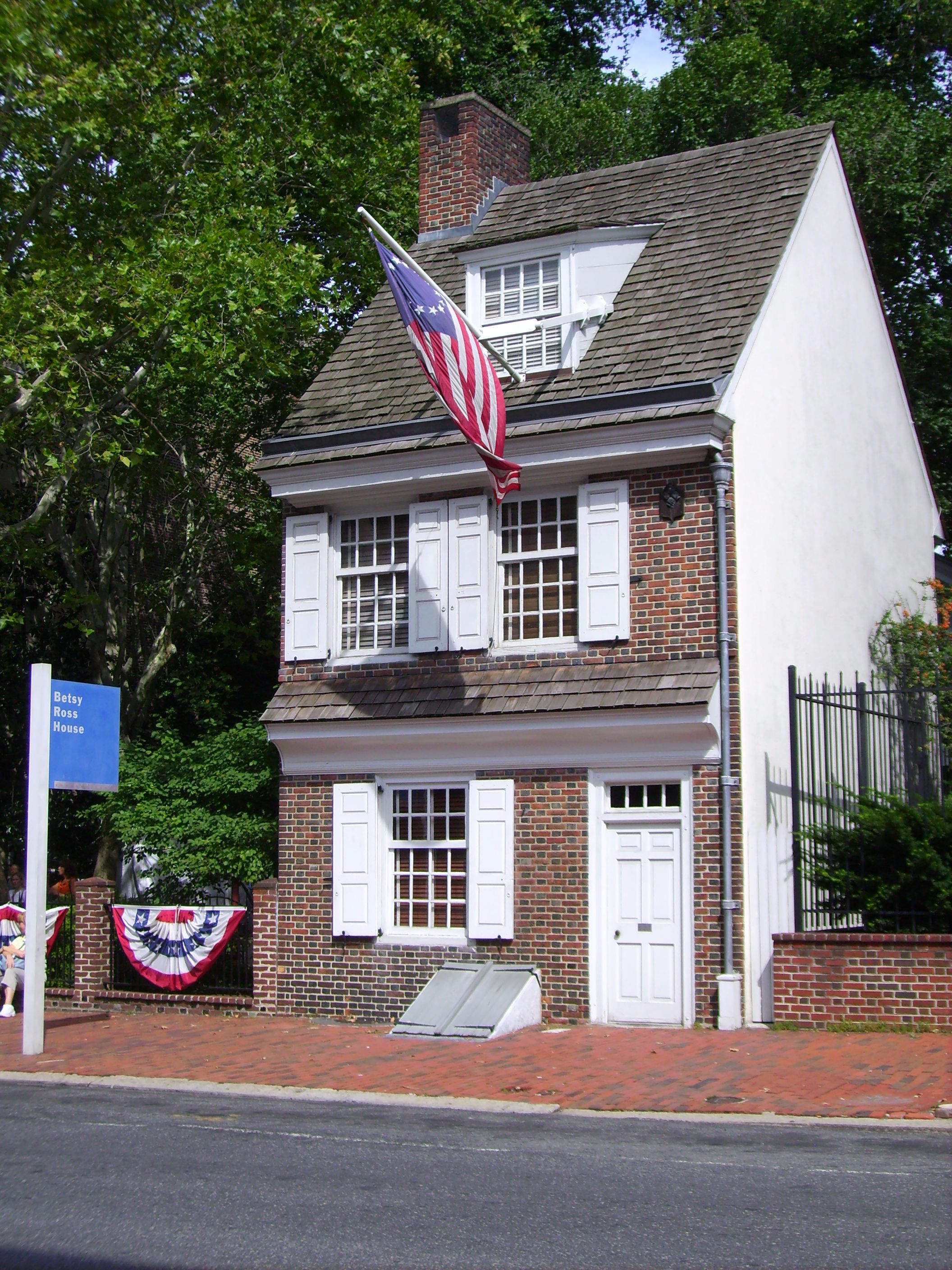
Die Vorderseite des Betsy Ross House (2009)
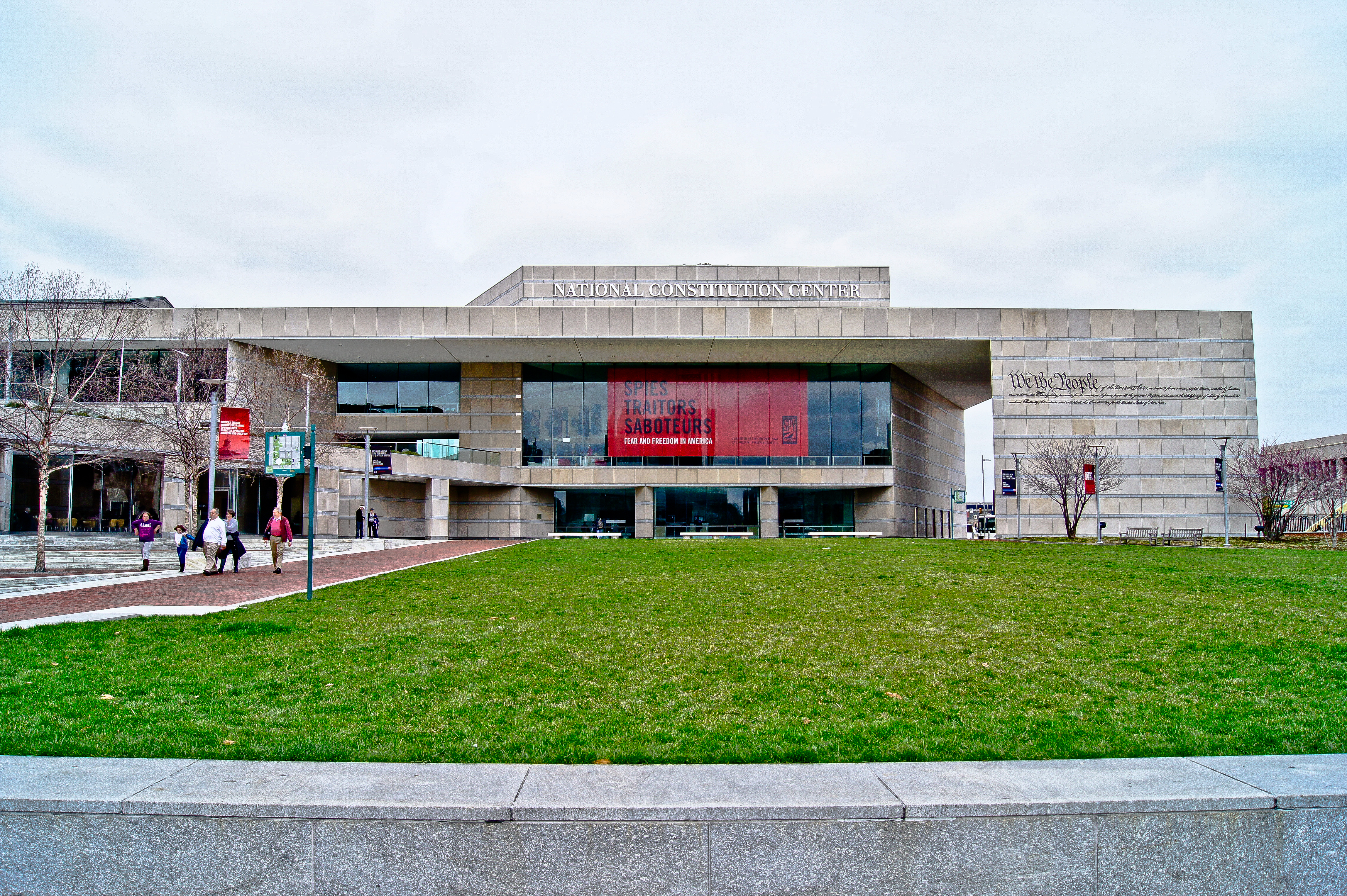
National Constitution Center
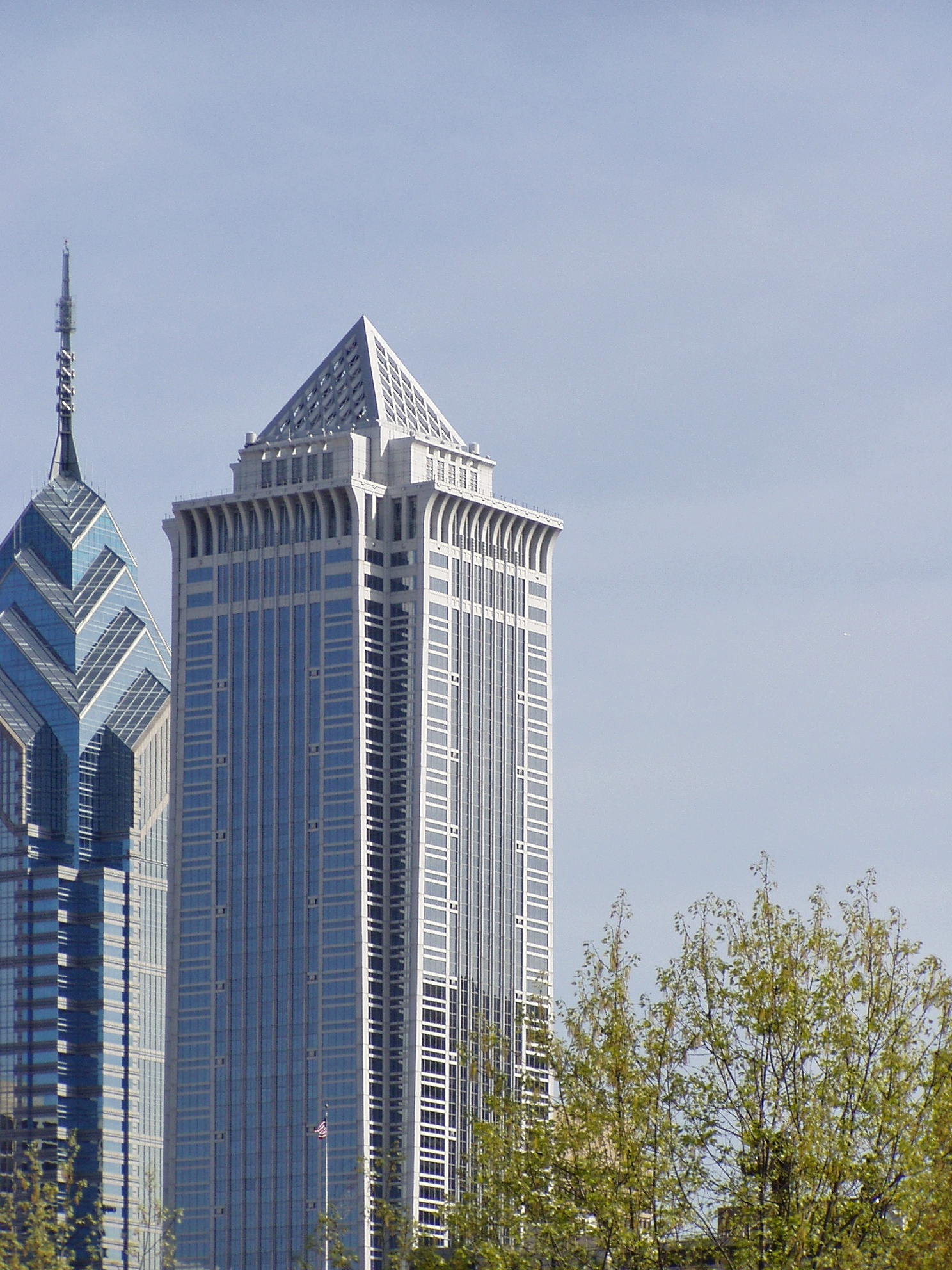
Mellon Bank Center
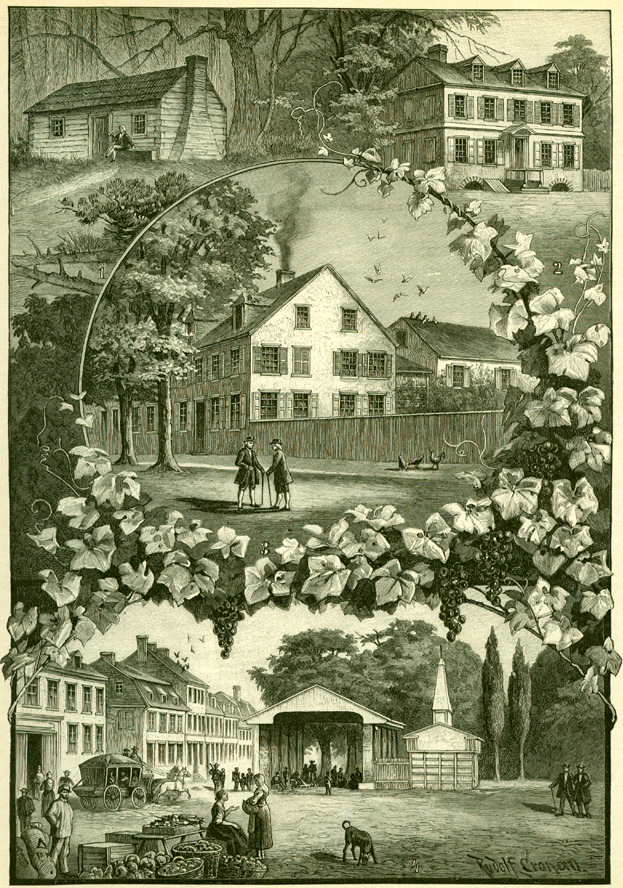
Bilder aus Alt-Germantown
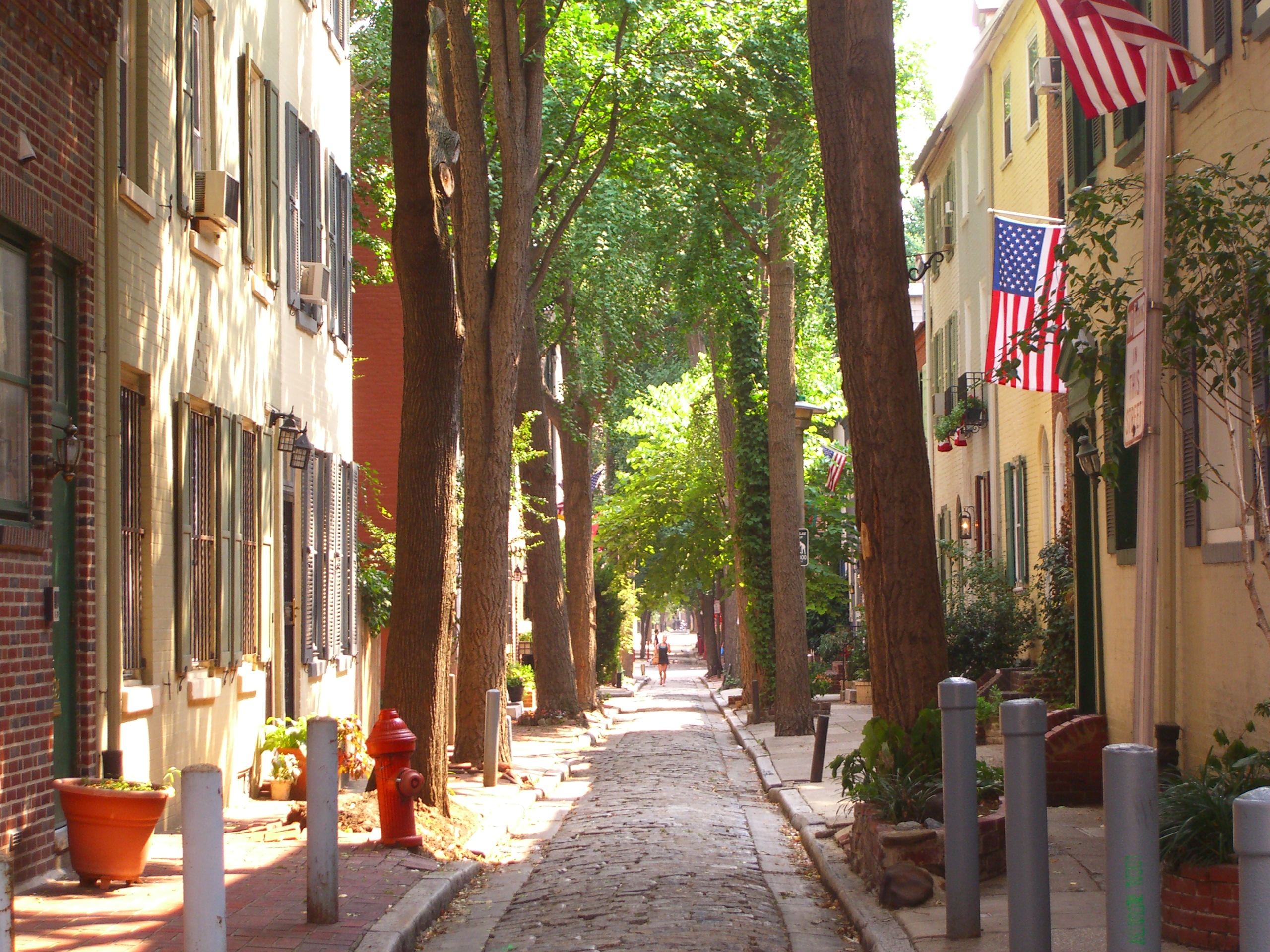
Quince Street im Old City Historic District
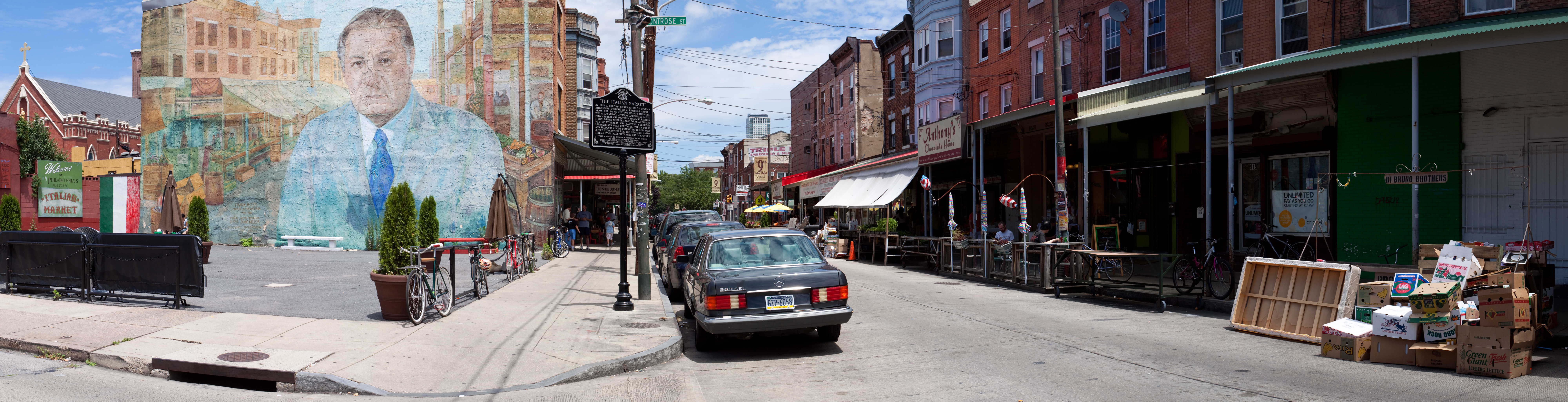
Der historische Italian Market in South Philly